# アレクサンダー・フォン・シーボルト

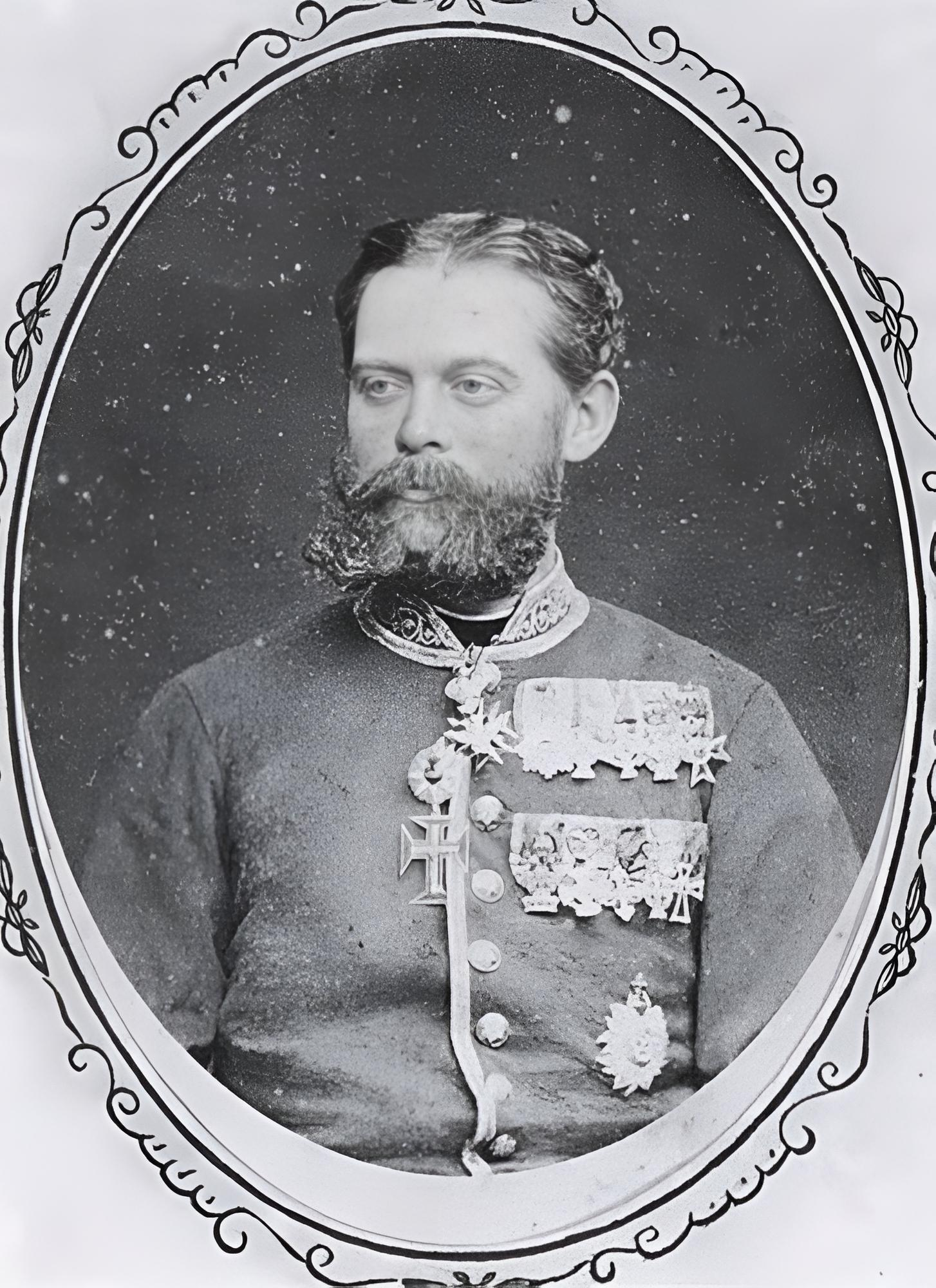
アレキサントル・ハロン・フオン・シーボルト

アレクサンダー・ゲオルク・グスタフ・フォン・シーボルト（Alexander George Gustav von Siebold、1846年8月16日 - 1911年1月23日）は、フィリップ・フランツ・フォン・シーボルトの長男で、幕末に在日英国公使館の通訳を務めた後、明治政府にお雇い外国人として40年間雇用された。不平等条約の最たるものとして知られる日墺修好通商航海条約協力の功によりオーストリア＝ハンガリー帝国の男爵となった。

## 経歴

### 誕生
1828年にシーボルト事件のために日本を追放された父フィリップは、48歳となった1845年にヘレーネ・フォン・ガーゲルンと結婚、ライデンに居を構えた。1846年8月16日、長男アレクサンダーが生まれる。2人の間には3男2女が生まれた。弟にハインリヒ・フォン・シーボルトがいる。
1858年（安政5年）に日蘭通商条約が結ばれ、父に対する追放令も解除された。フィリップは日本に戻ることを希望し、オランダ貿易会社顧問の職を得て、1859年4月、12歳の長男アレクサンダーを連れて日本へ出発した。

### 来日
親子は1859年（安政6年）8月、長崎に到着した。父にとっては30年ぶりの日本であった。アレクサンダーは二宮敬作やその弟子の三瀬諸淵、さらには近所の僧侶からも、習字も含め日本語を学んだ。1861年（文久元年）、父が対外交渉のための幕府顧問となったため、親子は江戸に出て、芝赤羽接遇所（プロイセン王国使節宿舎であった）に居住することとなった。直後に第一次東禅寺事件が発生し、2人は翌日に現場を見に行っている。長崎滞在中に、父はアレクサンダーをロシア海軍の通訳になるよう手配していた。

### 英国公使館通訳
ロシア海軍に勤務することに、健康上の理由もありアレクサンダーは不安を抱いていたが、父の親友の手助けもあって、1862年（文久2年）に英国公使館特別通訳生として雇用された。このときまだ15歳の少年であった。同年に父は帰国し1866年に死去、息子アレクサンダーとの再会はなかった。
ドイツ人であるアレクサンダーの英語は当初十分ではなかったが、1年後には完璧な英語を話せるようになった。当時、幕府には森山栄之助らオランダ語通訳がいるのみであり、日英間の交渉はオランダ語を介して行われていた。ある会議の休憩時に、アレクサンダーが懐中時計の説明を日本語で行い、幕府の役人がこれを理解したことから、両者の直接対話が始まったそうである。なお、生麦事件の交渉において、アーネスト・サトウとともに通訳として交渉に立ち会っているが、この頃はまだ正規の交渉はオランダ語を介して行われていた。
1863年（文久3年）8月、英国の国家試験に合格して正式の通訳・翻訳官に任命された。直後の薩英戦争では代理公使ジョン・ニールの通訳を務め、旗艦ユーライアラスに乗艦した。1864年（元治元年）8月の下関戦争、翌年に幕府と大坂で兵庫の早期開港交渉を行った際にも通訳として参加した。
1867年（慶応3年）、徳川昭武（当時14歳）がパリ万国博覧会に将軍・徳川慶喜の名代としてヨーロッパ派遣を命じられると、アレクサンダーはその通訳として同行した。一行は欧州をめぐった後パリに滞在していたが、その間に明治維新が起こり、一行は新政府からの帰国命令を受けて帰国した。アレクサンダーは一行の帰国後もしばらく欧州にとどまり、1869年（明治2年）初めに日本に戻ったが、このとき弟のハインリヒを伴った。
1869年、オーストリアの通商使節が来航したときにはこれを助け、その功績によりオーストリア皇帝フランツ・ヨーゼフ1世より男爵位を与えられた。

### お雇い外国人
1870年（明治3年）8月に英国公使館を辞職、文明開化の最中の新政府に雇用され、上野景範の秘書に任ぜられロンドンに派遣された。同時に英国に留学していた日本人の監督保護を担当した。その後フランクフルトに出張して、紙幣印刷の交渉を行う。さらに、ウィーン万国博覧会の参加交渉を行った。1872年11月に日本に戻ったが、1873年（明治6年）2月、駐オーストリア・イタリア弁理公使佐野常民への随行が命じられ、再び渡欧した。1874年（明治7年）末に日本に戻る。
1875年（明治8年）5月には大蔵省専属の翻訳官となる。1877年（明治10年）、母の死去に伴い6か月間帰国する。その間にロシアの財政報告を行い、1878年パリ万国博覧会の委員に任命された。同年11月、二等書記官としてベルリン赴任。1881年（明治14年）10月に日本に戻り、井上馨の秘書として条約改正の任にあたった。このときの条約改正は成功せず、1882年（明治15年）ベルリンに戻り、1884年（明治17年）にはローマに移り、1885年（明治18年）に日本に戻った。1892年（明治25年）からロンドンにおいて駐英公使青木周蔵の条約改正交渉を手伝い、1894年（明治27年）に日英通商航海条約の調印に成功した。
その後、日本政府に対する影響力は低下していったが、1910年（明治43年）8月、政府勤務40年の記念祝典が開催され、勲二等瑞宝章が贈られ、ドイツからもプロイセン第二等宝冠章を贈られた。
ドイツにおいて、玉井喜作が発行していた月刊誌『東亜（Ost-Asien)』によく投稿しており、これらをまとめ『シーボルト最後の日本旅行』が出版された。
1911年1月、ジェノヴァ近郊のペリにて死去した。

## 著作（日本語訳）
- 『ジーボルト最後の日本旅行』 斎藤信訳、平凡社〈東洋文庫〉、1981年、ワイド版2006年

### 研究評伝
- 堅田智子『アレクサンダー・フォン・シーボルトと明治日本の広報外交』 思文閣出版、2023年。ISBN 978-4784220458